# Мајолино (Катанцаро)
Мајолино је насеље у Италији у округу Катанцаро, региону Калабрија.
Према процени из 2011. у насељу је живело 19 становника. Насеље се налази на надморској висини од 55 м.